# 鯨波戦争
鯨波戦争（くじらなみせんそう）は、戊辰戦争の戦闘の一つ。慶応4年（1868年）閏4月27日に柏崎近傍の鯨波にて新政府軍と旧幕府勢力が交戦し、新政府軍が勝利した。

## 鳥羽・伏見の戦後
鳥羽・伏見の戦いで敗北した桑名藩では慶応4年（1868年）1月6日の夜に藩主松平定敬が徳川慶喜、松平容保とともに開陽丸で大阪を退去し、12日に江戸に到着した。
藩主不在の桑名本藩では激論の末に藩論を恭順に決し、万之助（前藩主の長子、藩主定敬の養子）を立てて新政府へ嘆願書を提出し、桑名城は1月28日に開城し、万之助は四日市の法泉寺へ預けられた。江戸でも慶喜が水戸へ引退すると、定敬も桑名藩の柏崎陣屋へ退隠して恭順する決意を固め、品川よりプロイセン船「コリア号」へ乗船して新潟に上陸し、藩士220人と共に北陸道を南下して3月末日には柏崎へ到着した。定敬は劒野山御殿楼に入ることを憚って大久保の勝願寺へ謹慎した。家臣たちも4日に柏崎へ到着した吉村権左衛門宣範や服部半蔵正義、沢采女、政事奉行・久徳小兵衛、御目付・岡本藤馬の20数人も謝罪恭順論により勝願寺・極楽寺・西光寺などで共に謹慎した。しかし、新政府では定敬を罪状2等に区分して許さず、会津藩の恭順も受け入れられなかったことから主戦強硬派が主導権を握ることになった。
4月19日の宇都宮城の戦いには桑名脱藩藩士が参加しており、その一部の約80人が閏4月4日に会津に到着していた。

## 戦備
柏崎で謹慎していた定敬も閏4月初旬には抗戦の決意を固めたが、周囲の家臣にはまだ恭順派が圧倒的多数を占めていた。当時23歳であった藩主の定敬は藩論統一のため、やむなく山脇隼太郎と高木剛次郎に命じて恭順派代表の吉村権左衛門宣範を閏4月3日の夜に暗殺させた。それでも恭順派が優勢だったため、山脇と高木は会津へ脱出することとなった。会津に居た桑名脱藩藩士達の中には、山脇隼太郎の父である軍事奉行・山脇十左衛門がおり、松浦秀八、町田老之丞、立見鑑三郎、馬場三九郎、大平九左衛門、河合□三郎らと共に柏崎へ急行して藩論を主戦に覆した。閏4月13日]、桑名藩柏崎陣屋では抗戦のための軍事体制が確立された。特に各隊の指揮官を投票で選抜したことは、鳥羽伏見以来の実戦の経験により実力が重視されたこと、宇都宮を攻略した江戸脱出軍が同様の選抜をしていたことに由来する。この時、宇都宮でも活躍した立見鑑三郎は24歳で雷神隊隊長に選ばれている。
- 桑名藩 軍事組織（本営は柏崎陣屋）
  - 総督 服部半蔵正義（軍事総宰）
  - 軍事方 山脇十左衛門（軍事奉行）
    - 雷神隊隊長 立見鑑三郎、副長 富永太兵衛
    - 致人隊隊長 松浦秀八、副長 馬場三九郎
    - 神風隊隊長 町田老之丞、副長 大平九左衛門
    - 大砲隊師範役頭 梶川弥左衛門、師範役 三木十左衛門・首藤金右衛門
    - 器械方取締 高松源五左衛門

14日には関東方面から三国峠が攻略された場合に孤立する柏崎が藩主の所在地として不適と判断されて桑名藩預領の加茂へ移動することとなり、定敬は16日に政事総裁・沢采女など80人と共に柏崎を出発し、田尻、北条、塚之山を経由して加茂へ到着した。
一方、新政府側は諸藩の帰順のために東征大総督府を設置し、北陸方面への手当てとして1月5日には北陸道鎮撫総督府が設置された。高倉永祜が総督、四条隆平が副総督に任命され、本願寺に命じて恭順を促す勅書を僧侶に持たせて先発させた。勅書は6日には柏崎を通過し、中浜勝願寺にて柏崎町役人も出迎えに参加した。総督府軍が京都を出発したのは1月20日、高田への到着は3月13日からとなり、更に高倉・四条は15日の夕方に到着した。翌16日に越後11藩の重臣を集めて帰順を命じ、諸藩は勤王を誓った。また、特に会津藩の抑えとして高田藩と新発田藩は協力を命じられ、高田藩は新政府軍の下越進攻に従軍することとなった。しかし、全軍を指揮する東征大総督府が北陸道先鋒総督軍に対して江戸への即時転進を命じたことにより、越後から新政府軍は去ってしまった。柏崎の郷士星野藤兵衛は総督軍の空白により諸藩が旧幕府軍側に転じる恐れを進言したが聞き入れられることはなかった。
総督軍の留守により、越後諸藩の恭順は消極的となり、会津藩は小千谷陣屋へ500人、酒屋陣屋へ300人、新潟町へ300人と派兵を進めて勢力を広げていった。鳥羽・伏見の戦いを経験した旧幕府歩兵の第11・12連隊の集団脱走兵（後に衝鋒隊を名乗る）は、古屋作左衛門に指揮されて上州梁田で新政府軍と戦って敗れ、会津への合流も断られた結果、関東地方への進攻を意図して越後の水原へ駐屯した。旧幕府歩兵隊は新政府への恭順を進めた藩から軍資金を集め出し、今井信郎を派遣して3月30日には新発田藩へ1,000両、4月11日には与板藩より10,000両・兵糧米500表を供出させた。古屋隊は16日に柏崎へ約570人が到着し、更に17日には柿崎方面へ進出した。高田藩では藩論が定まらず、側用人川上直本を交渉のために柿崎に派遣して乱暴狼藉の禁止と引き換えに高田城下通行を許可した結果、古屋隊は19日に高田を通過して新井へ異動した。22日、古屋隊は信州飯山藩（2万石）へ侵攻した。飯山藩では新政府への恭順を決定していたが、古屋隊に対しては藩論は佐幕であると偽り、古屋隊の一部は新井へ引き返した。
長野方面では尾張藩が諸藩へ工作して新政府への恭順を進めており、旧幕府領も確保していた。25日朝、尾張藩兵・松代藩兵らで構成された新政府軍は飯山の古屋隊への砲撃を開始し、飯山藩も城内から呼応したため古屋隊は被害を出し、雨の中を新井まで退却した。高田藩では古屋隊の民家への宿泊を許さず、新井別院への宿泊と川浦代官所（旧幕府領）への退去を要請した。更に新政府軍が迫って来ると旗幟を鮮明にする必要が生じたため、古屋隊に対して砲撃を開始した。古屋隊は落ち着く事が出来ず、夕方から安塚・小千谷へ退却した（飯山戦争）。
柏崎では27日には飯山の戦闘状況が伝わり、夜になって古屋隊の約30人ほどが到着し、6日には約50人が通過した。新政府は曖昧な態度を取った高田藩を糾弾し、高田藩も藩論を決して先鋒を務めることで勤王を誓った。

## 鯨波戦争
慶応4年4月14日に大総督府は諸藩に越後出兵を命じ、19日に北陸道鎮撫総督 兼 会津征討総督に高倉永祜、参謀に黒田了介と山県狂介を任じて越後再進攻の体制を整えた。
閏4月17日、黒田・山県に率いられた官軍は越後進攻の根拠地である高田に参集した。また新井に所在していた東山道総督軍の軍監岩村精一郎も参加して北越鎮定の軍議が開かれ、本隊は海沿いに柏崎へ進み、支隊は松之山口経由で小出島を攻略してから小千谷に入り、信濃川を渡って長岡城を攻撃する予定とした。進撃開始は21日となり、海道を進む新政府軍本隊（薩摩、長州、加賀など6藩）約2,500人は黒田・山県両参謀の指揮で先鋒は老竹十左衛門（高田藩家老）であり、途中で兵を分け（柿崎では黒岩口へ、鉢崎では谷根口へ）、主力は米山峠を通過して青海川へ到着した。
対して桑名藩では250人を鯨波の守備として北陸本道の備えとし、他に会津藩士・松田昌次郎の率いる衝鋒隊200人（会津兵）が黒岩口、同じく会津藩士・木村大作の率いる浮撃隊100人（会津、幕府、水戸兵）が谷根口の守備についた。
閏4月27日、早朝4時頃に鯨波の入口で戦闘が開始された。新政府軍の攻撃を受けた松浦の致人隊は劣勢であり、やがて退却して雷神隊・浮撃隊と共に小河内山・嫁入坂を拠点に抵抗を続けた。新政府軍の洋式大砲2門の威力は猛烈であり、桑名側の和式大砲は旧式であったため発射ごとに集めた村人に歓声を上げさせて威嚇に努めた。砲火により鯨波の民家は炎上し、風雨も激しくなった。薩長に遅れを取った高田兵・加賀兵は鯨波の浜より蘭穴（鬼穴）の前まで進出したが、高所に陣取った桑名兵の銃撃に苦しめられた。小河内山でも立見の雷神隊と木村の浮撃隊は地の利を得て薩長の突破を許さなかった。
夕刻となって佐幕軍は番神堂に退き、新政府軍は一旦は東の輪まで進んだが兵の疲労が大きく、鯨波まで後退した。山県有朋が広沢真臣に宛てた書簡では高田兵を褒め、加賀兵を臆病と罵っている。しかし被害では長州が戦死2人・負傷7人、高田が戦死3人・負傷8人、加賀が戦死3人・負傷24人、と加賀藩が最も多かった。旧幕府勢力では桑名藩では戦死1人・負傷8人・脱走1人とあるが計上されていない被害もあり、隊長の松浦や箱館まで転戦する石井勇次郎も負傷している。また幕府歩兵や会津・水戸については敗走しているが被害は把握されていない。

## 別働隊の動き
山道を進んだ新政府軍の支隊は22日に魚沼郡千手村に到着して分割され、一隊は十日市経由で六日市へ到着し、もう一隊はは雪峠から小千谷へ進んだ。
三国峠方面では会津兵約200人が早期から防備を固めていた。閏4月21日に新政府軍の東山道軍が関東より行動を開始し、前橋・高崎・沼田など諸藩の兵約1,500人を率いて22日には永井村へ到着した。磐若塚を拠点とする会津軍に対し、24日の明け方より濃霧を衝いた上州各藩兵の突撃が始まり、午後3時頃には東山道軍の攻撃を支えきれなくなった会津軍は総崩れとなった（三国峠の戦い）。26日に追撃を続けた東山道軍は六日町に到着し、前日より進出していた北陸道軍支隊（山道）は27日から小出島へ進発した。会津兵約200人は六十里越を通過して会津へ敗走した（小出島の戦い）。
また26日には千手より小千谷を目指した北陸道支隊の一部は同日に真人村経由で雪峠を守備する古屋作左衛門の衝鋒隊（幕府歩兵・会津兵）約200人と交戦した。古屋隊は約三倍の新政府軍を迎えて善戦したが、午後五時頃には小千谷へ退却し、更に夜中に信濃川を下って片貝方面へ撤退して柏崎方面の友軍との連絡をはかった（芋坂・雪峠の戦い）。

## 戦闘後の情勢
磐若塚と雪峠の敗報が佐幕軍に伝わり、後方連絡を脅かされた柏崎はその戦略的意義を失った。桑名軍は28日の早朝までに刈羽郡妙法寺村に集結し、小千谷を放棄した会津軍と合流した。以降の桑名藩主戦派は箱館戦争まで転戦を続けることとなった。
旧幕府軍が撤退し、官軍の焼討ちの噂に怯えた住民達は自宅破壊や貴重品埋蔵などを始めて混乱が広がった。小熊六郎・田代為吉・赤沢録助の有志3人は官軍に陳情して中浜・大久保・柏崎への平和進駐を進めることで混乱を収めたとしている。